# Cyrtandra augustii
Cyrtandra augustii är en tvåhjärtbladig växtart som beskrevs av Rudolf Schlechter. Cyrtandra augustii ingår i släktet Cyrtandra och familjen Gesneriaceae. Inga underarter finns listade i Catalogue of Life.